# Сніжна (зупинний пункт)
Сніжна́ — пасажирський залізничний зупинний пункт Куп'янської дирекції Південної залізниці.
Розташований за кількасот метрів між селами Тищенківка та Паламарівка, Куп'янський район, Харківської області на лінії Оливине — Огірцеве між станціями Куп'янськ-Південний (7 км) та Моначинівка (10 км).
Станом на травень 2019 року щодоби п'ять пар приміських електропоїздів здійснюють перевезення за маршрутом Вовчанськ — Куп'янськ-Вузловий.